# Susannah Mushatt Jones
Susannah Mushatt Jones, nata Susie Mushatt (Lowndes, 6 luglio 1899 – New York, 12 maggio 2016), è stata una supercentenaria statunitense vissuta 116 anni e 311 giorni. Dal 17 giugno 2015 è stata la persona più longeva vivente nel mondo; inoltre è stata l'ultima statunitense vivente nata prima del 1900 ed è stata la penultima persona vivente al mondo nata prima del 1900 (l'ultima è stata l'italiana Emma Morano). È inoltre la sedicesima persona più longeva di tutti i tempi, fra quelle di cui si hanno prove certe.

## Biografia
Susannah Mushatt era nata nella contea di Lowndes, Alabama, il 6 luglio 1899 da Callie e Mary Mushatt.
Era la terza di undici figli, la maggiore delle femmine, figlia di Mary Cook (1875-1940) e di Callie Mushatt (1868-1931). I loro figli erano:
1. Herbert
2. Hardy
3. Susannah (6 luglio 1899-12 maggio 2016)
4. Louvilla (1906-1928)
5. Verbena (1909-1996)
6. Callie (1909-15 gennaio 2004)
7. Cody (18 settembre 1912-1 dicembre 1989)
8. George (12 gennaio 1915-23 marzo 2003)
9. May (1917-d.)
10. Lecettie (1919-7 dicembre 1938)
11. sconosciuto

I suoi genitori erano mezzadri afroamericani che lavoravano la stessa terra dei suoi nonni, degli ex schiavi.
Secondo la sua famiglia ha anche antenati nativi americani. Da giovane aveva lavorato nei campi, ma fu determinata a fuggire da quella vita così dura.
Il 4 marzo 1922 si diplomò alla Calhoun Boarding High School. Dopo il diploma volle diventare insegnante e fu ammessa alla Tuskegee University, ma i suoi genitori non erano in grado di pagare la retta, perciò nel 1923 si trasferì a New York alla Harlem Renaissance.
Nel 1928 sposò Henry Jones, ma divorziarono nel 1933. Non ha avuto figli.
Lavorò come bambinaia presso famiglie facoltose per 7 dollari alla settimana, aiutando e sostenendo molti suoi parenti che si trasferivano a New York, e utilizzò anche parte del suo salario per finanziare un fondo per delle borse di studio per studenti afroamericani.
Andò in pensione nel 1965 andando a vivere con una nipote. Ha vissuto gli ultimi anni della sua vita presso una casa di riposo a Brooklyn, ed era zia di oltre cento nipoti.
Morì nel sonno il 12 maggio 2016, due mesi prima di compiere 117 anni, cedendo il titolo di decana dell'umanità all'italiana Emma Morano, deceduta il 15 aprile 2017 all'età di 117 anni e 137 giorni.

## Salute, dieta e stile di vita
Susannah Mushatt era cieca e parzialmente sorda, non poteva parlare tanto e viveva su una sedia a rotelle. Assumeva solo farmaci per la cura dell'alta pressione e un integratore multivitaminico. Divenne legalmente cieca al compimento dei cento anni. Rifiutò un intervento chirurgico per la rimozione della cataratta e per l'inserimento di un pacemaker. Faceva una visita medica tre o quattro volte l'anno.
Non aveva mai fumato né bevuto alcolici, non si era mai truccata né si era mai tinta i capelli. Dormiva circa dieci ore a notte e faceva sempre un pisolino durante il giorno. A colazione mangiava sempre quattro fette di pancetta con uova strapazzate e fiocchi d'avena. Mangiava pancetta anche durante il giorno.

## Riconoscimenti
Susannah Mushatt Jones divenne la persona più longeva vivente al mondo, e una delle ultime due viventi nate prima del 1900 insieme a Emma Morano, il 17 giugno 2015, alla morte di Jeralean Talley. In occasione del suo 116º compleanno ottenne il riconoscimento ufficiale da parte del Guinness dei Primati.